# Superliga Europeia

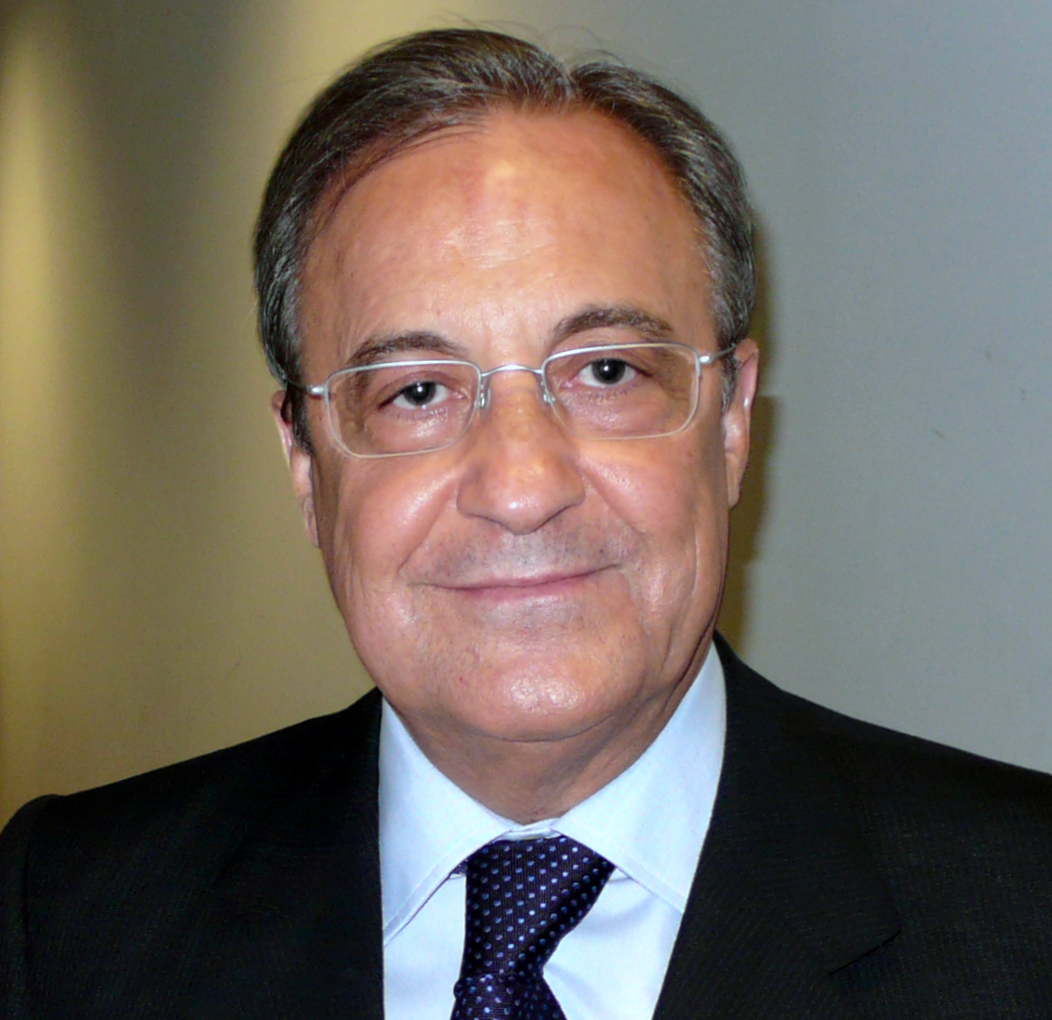
Florentino Pérez, idealizador da criação da Superliga Europeia e atual presidente do Real Madrid.

A Superliga Europeia ou European Super League foi o projeto de uma possível competição anual de futebol de clubes planejada para ser disputada por um grupo exclusivo de clubes europeus de ponta, destinada a rivalizar com a Liga dos Campeões da UEFA. A criação da competição, formada por doze grandes clubes europeus, foi anunciada em 18 abril de 2021.

## História

### Revelações doFootball Leaks
Em novembro de 2018, o Football Leaks afirmou que estavam em negociações secretas acerca da criação de uma nova competição continental de clubes, a Superliga Europeia, que começaria em 2021.
De acordo com o vazamento, na noite de 22 de outubro, o Real Madrid recebeu um e-mail com o assunto: "Projeto de Acordo dos 16". Foi dirigido ao presidente do clube, Florentino Pérez. O e-mail vinha da Key Capital Partners, sediada em Madrid, que aconselha empresas que trabalham em grandes projetos.
Um documento foi anexado ao e-mail - o rascunho de uma "folha de termos vinculativa" de treze páginas com os nomes de onze clubes de topo europeus para a criação de uma Super Liga. Se tudo procedesse de acordo com a "folha de termos vinculativa", a Liga dos Campeões da UEFA deixaria de existir a partir de 2021. Os 11 clubes mais importantes do continente se separariam da UEFA e fundariam uma nova competição de elite chamada "Superliga Europeia". Os onze "fundadores" não estariam em risco de despromoção e a sua adesão seria garantida durante vinte anos. Outros cinco clubes seriam incluídos como "convidados iniciais", de modo que a nova liga seria composta por dezesseis times.
Os onze clubes fundadores, de acordo com o documento, registrariam uma empresa na Espanha para comercializar, organizar e executar a Superliga Europeia sob o seu total controle. A competição teria duas fases: uma rodada de grupos e uma rodada de eliminatórias. Uma segunda liga sob a Superliga Europeia seria possivelmente também estabelecida.
A partir deste segundo grupo, os melhores times no final da temporada poderiam jogar uma série de jogos num esforço para ganhar a promoção à Superliga, mas apenas contra clubes que seriam os "convidados iniciais".

### Criação da Superliga
Após meses de negociações em sigilo, no dia 18 de abril de 2021, os principais clubes europeus anunciaram publicamente a Superliga Europeia. A UEFA juntou-se à Premier League e à Bundesliga para suspender o projeto, que dizem ameaçar a estrutura do futebol. De acordo com o jornal The New York Times, Manchester United, Manchester City, Liverpool, Arsenal, Chelsea, Tottenham, Real Madrid, Barcelona, Atlético de Madrid, Juventus, Milan e Football Club Internazionale Milano são os clubes fundadores da proposta. De acordo com sites e jornais esportivos, clubes como Borussia Dortmund, Bayern de Munique e Porto recusaram a oferta de participar da superliga europeia.
O presidente do clube francês Paris Saint-Germain, Nasser Al-Khelaïfi, em entrevista à BBC em 2022, declarou que recusou um cheque de quatrocentos milhões de euros para ingressar no grupo. Al-Khelaïfi foi eleito presidente da Associação de Clubes Europeus (ECA) em abril de 2021, substituindo Andrea Agnelli, presidente da Juventus, um dos envolvidos na Superliga.

### Críticas
Torcidas, organizações e várias personalidades do futebol se manifestaram contra o torneio, dentre eles o ex-lateral Gary Neville. O ídolo do Manchester United e comentarista da Sky Sports declarou estar "enojado" e que a iniciativa era "pura ganância". O alemão Lukas Podolski afirmou que "este projeto é nojento, não é justo e estou desapontado em ver os clubes que representei envolvidos".
A FIFPro, organização que representa os interesses de futebolistas do mundo todo, também criticou à criação da Superliga, embora ao mesmo tempo, tenha declarado oposição à qualquer punição aos atletas eventualmente envolvidos, como exclusão do direito de representar suas seleções.

### Suspensão
Apenas dois dias após a sua criação e após a pressão de torcedores e de várias entidades, no dia 20 de abril de 2021, depois da saída da boa parte dos integrantes, a Superliga foi suspensa por tempo indeterminado.

## Ameaça de punição da FIFA e da UEFA
A UEFA e a FIFA ameaçaram aplicar punições aos clubes e jogadores que participarem do movimento, incluindo a proibição de participar da Copa do Mundo. A Premier League confirmou em um comunicado: "A Premier League condena qualquer proposta que viole os princípios da competição aberta e o princípio de que este esporte é o núcleo da pirâmide do futebol nacional e europeu". “Os adeptos de qualquer clube da Inglaterra e da Europa sonham que a sua equipe seja capaz de chegar ao topo e competir com os melhores adversários. Acreditamos que o conceito da Superliga europeia vai destruir este sonho”, acrescentaram.